# مسابقات جهانی ژیمناستیک ریتمیک ۲۰۰۵
مسابقات جهانی ژیمناستیک ریتمیک ۲۰۰۵ بیست و هفتمین دوره مسابقات جهانی ژیمناستیک ریتمیک است که در باکو، جمهوری آذربایجان از ۳ تا ۱۰ اکتبر ۲۰۰۵ میلادی برگزار شده است.

## جدول مدال‌ها
| رتبه  | کشور      | طلا | نقره | برنز | مجموع |
| 1     | روسیه     | ۷   | ۱    | ۴    | ۱۲    |
| 2     | ایتالیا   | ۱   | ۲    | ۰    | ۳     |
| 3     | بلغارستان | ۱   | ۰    | ۰    | ۱     |
| 4     | اوکراین   | ۰   | ۶    | ۱    | ۷     |
| 5     | بلاروس    | ۰   | ۰    | ۴    | ۴     |
| مجموع | مجموع     | ۹   | ۹    | ۹    | ۲۷    |